# 堀池空希
堀池 空希（ほりいけ ひろき、2001年10月7日 - )は、日本のプロボクサー。横浜光ボクシングジム所属。OPBF東洋太平洋シルバースーパーライト級王者。兵庫県神戸市出身。

## 人物
父の典久は極真会館世界選手権準優勝経験がある空手家。
西宮香風高校卒業後、東洋大学に入学。なお東洋大学ボクシング部時代、全日本選手権準優勝したことがある。
プロデビュー前の2024年3月、WHO'S NEXT DYNAMIC GLOVE on U-NEXT強化育成指定選手に選ばれた。同月、東洋大学卒業。

## 来歴
2024年4月19日のプロデビュー戦はKO勝ち。
2024年9月21日、後楽園ホールで行われた「WHO’S NEXT DYNAMIC GLOVE on U-NEXT & G.O.A.T MATCH」で、ワン・ラクセンとスーパーライト級8回戦で対戦し、3-0（77—74、78—73×2）の判定勝ちを収めた。
2024年12月7日、後楽園ホールでガオ・チインと65.0kg契約8回戦で対戦し、3回2分35秒TKO勝ちを収めた。
そして2025年3月8日、タイ・バンコクのワールド・サイアム・スタジアムで開催の『G.O.A.T.MATCTH Vol.5』でイェアルアン・ヌーアルランピエカーとOPBF東洋太平洋シルバースーパーライト級王座決定戦を行い、8回3-0（100－90、99－91、100－90）で判定勝ちを収め王座獲得。

## 戦績
- アマチュア - 28戦21勝(5RSC)7敗
- プロ - 6戦 6勝（4KO）

## 獲得タイトル
- OPBF東洋太平洋シルバースーパーライト級王座（防衛0）